# Bertula latifasciata
Bertula latifasciata là một loài bướm đêm trong họ Erebidae.